# Descoberto (kommun)
Descoberto är en kommun i Brasilien.   Den ligger i delstaten Minas Gerais, i den sydöstra delen av landet, 800 km sydost om huvudstaden Brasília. Antalet invånare är 4 757.
Följande samhällen finns i Descoberto:
- Descoberto

Omgivningarna runt Descoberto är huvudsakligen savann. Runt Descoberto är det ganska glesbefolkat, med 23 invånare per kvadratkilometer.